# Blau d'ultramar
Blau d'ultramar, blau ultramarí o ultramar antigament blau d'Acre, és el nom donat als pigments utilitzats per a obtenir la color del mateix nom. Entre aquests pigments es distingeixen el «blau ultramar natural» i els «blau ultramar sintètic».
També s'usen aquestnoms per a una color blau fosc, no específica, que es basa en la color dels pigments per a pintura artística comercialitzats tradicionalment sota aquest nom. Essent d'ús freqüent, sol trobar-se en catàlegs de colors de pintures, esmalts, tintures, teles, etc., a vegades superposant-se amb el cromatisme del blau marí, que tampoc no és específic. En els requadres de la dreta es dona mostres del blau ultramar natural i un pictòric. Aquest darrer pot variar en els catàlegs de pintures per a artistes segons el fabricant.
El nom de la color blau ultramar deriva del llatí medieval ultramarinus, literalment «de més enllà de la mar», en referència al fet que el pigment blau ultramar natural era importat d'Àsia per via marítima.

## Blau ultramar natural

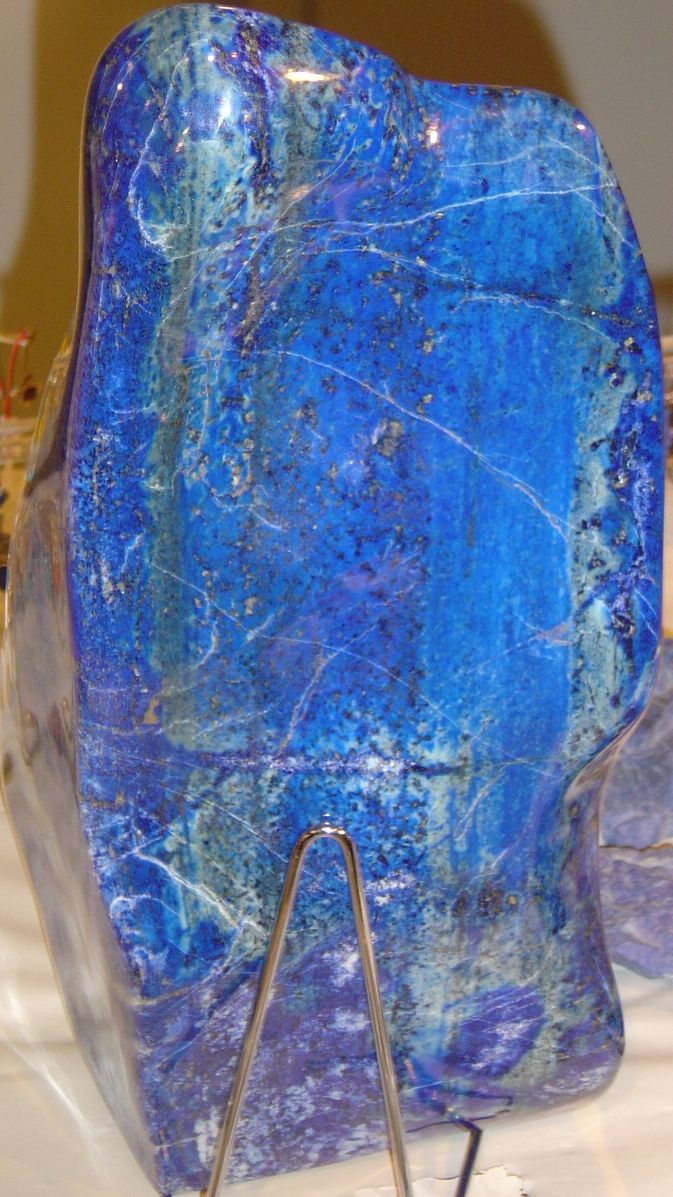
Bloc de lapislàtzuli, gemma amb la qual s'elaboraven el pigment i les pintures de blau ultramar natural

El pigment blau ultramar natural, també anomenat ultramarí veritable, o lapislàtzuli, és una pols blava transparent i molt estable que va ser utilitzat ja dels temps antics fins al voltant del segle XIX, però que avui està gairebé en desús. La seva fórmula química és 3Na2O • 3Al2O3 • 6SiO2 • 2Na2S, i consisteix bàsicament en partícules de color blau extretes de la pedra semipreciosa anomenada lapislàtzuli, del seu component latzurita.
El lapislàtzuli és compost de diversos minerals, majorment latzurita, amb inclusions de calcita i pirita, però també haüyna, sodalita i noseana, per la qual cosa no és uniformement blau. Durant l'obtenció del pigment es procurava separar els components indesitjables (calcita, pirita, silicats, etc.) del material blau, la qual cosa, juntament amb la duresa de la pedra, feia difícil el procediment.
El blau ultramar natural va ser molt preat perbla seva color brillant i la seva resistència a la llum del sol, a l'oli i a l'aigua dura.
És, no obstant això, extremament sensible a àcids minerals diluïts i a vapors àcids. El HCl, l'HNO3 i el H2SO4 (fins i tot essent diluïts) destrueixen ràpidament la seva color blava i produeixensulfur d'hidrogen (H2S) en el procés. L'àcid acètic ataca el pigment en menor proporció que els àcids minerals.

### Denominació en l'Índex internacional del color

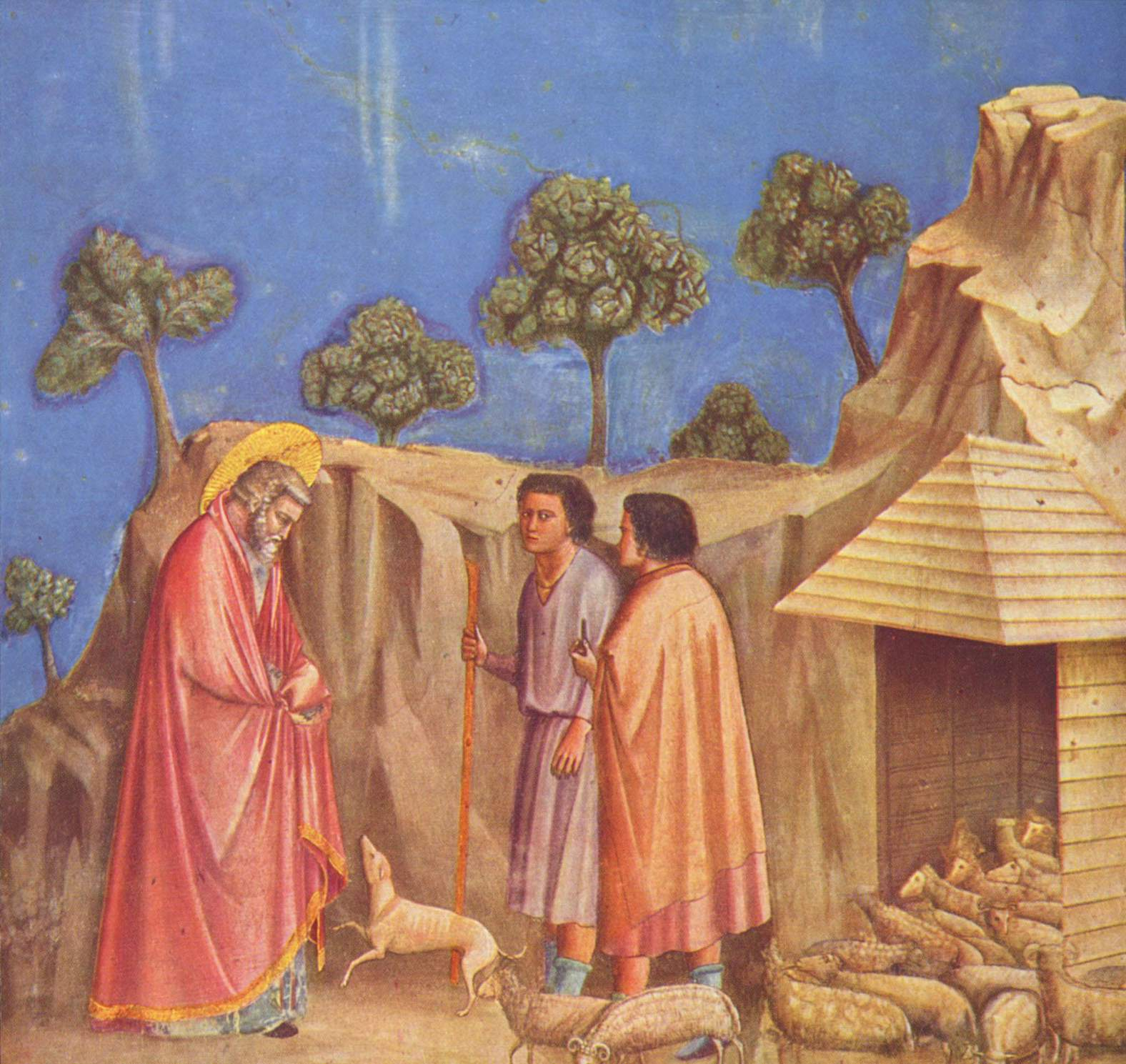
En El somni de Jacob (1303–1306), una de les moltes escenes que decoren l'interior de la Capella dels Scrovegni, a Pàdua, Giotto di Bondone va utilitzar ultramar de lapislàtzuli aplicat sobre guix sec per a representar la color del cel

- Pigment Blue 29, PB 29
- CI 77007[5]

### Història i usos
El primer ús conegut del pigment de lapislàtzuli data dels segles VI i VII d. C., en pintures de temples zoroastrians i budistes emplaçats en coves a l'Afganistan, prop de la font més famosa del mineral. El lapislàtzuli també ha estat identificat en pintures xineses dels segles X i XI, en murals indis dels segles XI, XII i XVI, i fins i tot en manuscrits il·luminats anglosaxons d'entorn del 1100.
Aquest pigment va ser molt preat a Europa durant els segles XIV i XV, vist que la seva lluentor complementava el vermelló i l'or dels manuscrits il·luminats i de les pintures italianes. Però com el lapislàtzuli, que havia de ser triturat per a obtenir el blau, és una pedra molt dura i a més no cedeix el pigment amb facilitat, no sorprèn que el blau ultramar natural fos comparat amb l'or. En textos bizantins ja s'adverteix que, en tractar de separar el pigment blau del lapislàtzuli simplement polvoritzant la pedra i esbandint el resultant amb aigua, tan sols s'obté una pols grisa blavosa pàl·lida.
Al voltant del segle XIII es va millorar el mètode d'obtenció, el qual va ser descrit per Cennino Cennini a la fi del segle XIV. Aquest procés consistia a moldre finament el lapislàtzuli i unir-lo amb cera, resines, i olis fosos, embolicar la pasta resultant en un drap, escórrer-la i després pastar-la amb una solució diluïda de sosa càustica tèbia. D'aquesta manera les partícules blaves es reunien en el líquid, mentre que les impureses i els cristalls sense color romanien en la pasta. Aquest procés es repetia fins que la pasta ja no donava color. Les solucions de sosa càustica amb pigment ultramarí es deixaven reposar, i després es colaven a fi de deixar solament el pigment. Els pigments de les primeres extraccions eren de color més intensa i es consideraven summament valuosos, encara que s'utilitzaven els de totes les extraccions.
Els artistes de l'Edat Mitjana europeu van usar el blau ultramar natural principalment en manuscrits il·luminats i pintura sobre taula, reservant sovint el de millor qualitat i de color més intensa per a les vestidures dels personatges més importants d'una composició, com Jesús i la Mare de Déu. A causa de l'alt preu del pigment, els artistes l'estalviaven usant un altre blau més bon mercat, com l'atzurita, o bé ultramar de menor qualitat (com l'atzur d'Alemanya) per a donar color blau a zones menys importants d'una obra. Altres vegades es donaven les primeres capes de blava amb atzurita i després es recobrien amb ultramar.
L'ultramar natural solament va ser usat per a frescos quan era aplicat secco, Luis que el seu grau d'absorció era tan alt que d'una altra manera era prohibitiu d'utilitzar-lo. El pigment era mesclat amb algun mitjà pictòric com el tremp a l'ou i aplicat sobre guix sec (tal com en els frescos de Giotto en la Capella dels Scrovegni a Pàdua).
Al començament del Renaixement, tant el pigment ultramar com el pa d'or figuraven en els contractes que cloïen els pintors amb els seus patrons: aquests asseguraven als artistes la cessió d'aquests materials de luxe com a part del pagament. Semblantment, la quantitat de blau ultramar utilitzat en una pintura influïa en la valor d'aquesta.
Atès que el lapislàtzuli s'extreia en les antigues pedreres de Badakhshan (situades en l'actual Afganistan) i s'emportava de l'Orient Mitjà fins a Venècia, Itàlia, el pigment blau ultramar rares vegades és vist en l'art alemany o en el dels països al nord d'Itàlia.

### Procés d'elaboració
El primer pas seria obtenir una pedra de lapislàtzuli blava de gran qualitat i picar-la en un morter de bronze, després en una llosa de pòrfir, tamisar-la i repetir el procés. Després, mesclar amb resina de pi, màstic de goma i cera. En acabat, cobrir les mans amb oli de llinosa i pastar-ho bé tot junt; fer una pilota i deixar-la així durant tres dies i treballar-la una miccada diaes. Per a extreure el blau cal deixar la pilota en un recipient de lleixiu calent. Després, esprémer la color blava en el lleixiu. Deixar que s'assoli. Abocar el lleixiu i deixar que el blau s'assequi com a pols. Repetir el procés durant diversos dies fins que no surti més color blava. La pasta reté les partícules estranyes, però les partícules fines de latzurita es dipositen en l'aigua alcalina.

## Blau ultramar sintètic

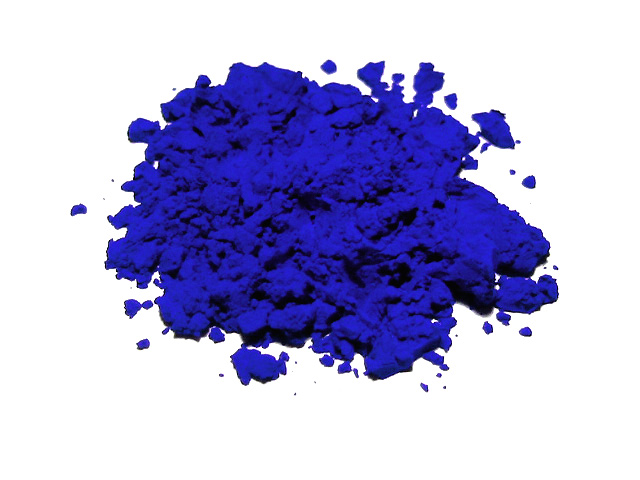
Pigment blau ultramar sintètic (PB 29)

L'ultramar sintètic o artificial és d'una color blava més viva que l'ultramar natural, pel fet que les partícules del pigment sintètic són més petites i uniformes que les del natural, per la qual cosa reflecteixen la llum de manera més homogènia.

### Nomenclatura

#### Denominació en l'Índex internacional del color
- Pigment Blue 29, PB 29
- CI 77007[9]

#### Noms en altres idiomes
- En anglès: artificial ultramarine blue; French ultramarine; French blue; new blue; sky blue; Academy blue; permanent blue; Oriental blue; Gmelins blue; Guimet's blue; royal blue
- En alemany: Ultramarinblau, synthetisch
- En francès: outremer de synthèse
- En grec: oyltramarina synthetiki
- En italià: blu oltremare artificiale; blu Guimet
- En portuguès: azul ultramarino, sintético[9]
- En català: blau marí, blau d'ultramar, blau ultramarí

### Història
A causa de l'escassetat d'atzurita a la fi del segle XVI i començ del XVII, la demanda de l'ultramar —ja car— va augmentar dràsticament, i amb això l'interès a descobrir la font de la color blava d'aquest pigment, a fi de poder preparar-lo artificialment.
El 1806, Nicholas Clément i Charles Desormes van analitzar a aquest efecte la composició del lapislàtzuli, esperant trobar compostos de ferro, metall que en aquesta època es creia responsable de la color blava d'aquesta gemma. No obstant això, van aconseguir obtenir blau d'ultramar exempt de ferro, la qual cosa va demostrar que, si bé el lapislàtzuli conté sovint sulfat de ferro, aquest no era el responsable de la color. Sí que van trobar, al contrari, una considerable proporció de soda càustica, la qual cosa va portar a sospitar que el responsable de la color blava era el sodi.
El 1814, Tassaert, director de la manufactura de vidres de Saint-Gobain (França), va trobar, durant la demolició d'un kiln de calç, diversos trossos d'argila impregnats d'una color blava intensa, que va remetre al químic Louis Nicolas Vauquelin. Aquest es va mostrar sorprès per la similitud del blau de l'argila amb l'ultramar natural, i després de sotmetre'l a anàlisi va trobar que els dos reaccionaven de la mateixa manera als reactius químics.
Entretant, altres experiments havien mostrat que el sodi, abans considerat un àlcali, era en realitat un metall l'oxidació del qual produïa una color blava. Tot això va fer que la Société d'encouragement pour l'industrie nationale («Societat per al foment de la indústria nacional») oferís, el 1826, un premi de 6 000 francs a qui descobrís un procediment econòmic per a elaborar un blau ultramar similar al del lapisàtzuli.
El procés va ser desenvolupat independentment i en forma gairebé simultània per l'industrial francès Jean Baptiste Guimet (1826) i pel professor de Química alemany Christian Gmelin (1828): consistia a enfornar una mescla d'argila, sofre, sosa càustica i carbó. Guimet va cobrar la recompensa i fou, a més, el primer a produir industrialment aquest pigment, a França, el 1828, encara que va mantenir el procediment d'elaboració en secret. Gmelin, en aquell mateix any, va publicar el seu propi procediment, originant així la indústria del blau ultramar artificial a Alemanya.
Durant el procés de fabricació de l'ultramar sintètic es poden modificar les proporcions dels seus ingredients per a induir variacions en el color del pigment resultant, així s'obtenen diferents matisos de blau, verd, violeta i vermell.

### Usos
El blau ultramar sintètic no és costós i s'usa com a pigment en pintures d'ús artístic (olis, témperas, aquarel·les), empaperats i teles estampades. Com que el blau contraresta l'esgrogueïment de papers i materials tèxtils, també s'empra com a emblanquidor en processos industrials i en sabons de rentar vestits.
S'ha comparat amb el blau Klein, una sèrie de blaus derivats de l'ultramar sintètic que fou desenvolupada i utilitzada per l'artista francès Yves Klein durant els anys 1950 i 1960.